# Amrávatí
Amrávatí (maráthsky मराठी, historicky přepisováno také Oomrawutty nebo Amraoti) je město v Maháráštře, jednom z indických svazových států. K roku 2011 v něm žilo bezmála 650 tisíc obyvatel.

## Poloha a doprava
Amrávatí leží na Dekánské plošině v nadmořské výšce 334 metrů. Je vzdáleno 155 kilometrů západně od Nágpuru. 
Deset kilometrů jižně od města prochází železniční trať Bombaj – Nágpur – Kalkata.

## Průmysl
Amrávatí je zejména střediskem zpracování bavlny.

## Kultura
Amrávatí je sídlem římskokatolické Amrávatíjské diecéze.